# 신스 (밴드)
신스(The Shins)는 미국의 록 밴드이다.